# Oliver Lam-Watson
Oliver Lam-Watson né le 7 novembre 1992, est un photographe, youtubeur et escrimeur handisport britannique en fauteuil roulant. Il a remporté le bronze (épée) et l'argent au fleuret masculin par équipes aux épreuves d'escrime handisport des Jeux paralympiques d'été 2020 à Tokyo,,,,.

## Jeunesse et formation
Oliver Lam-Watson est né avec le syndrome de Klippel-Trenaunay (KTS), une maladie qui empêche Oliver de porter du poids ou de redresser sa jambe gauche. Après un parcours (2006-2011) au Dulwich College, une école privée historique en Angleterre située à Dulwich dans le district de Southwark; il achève six années d'études pour obtenir un diplôme d'architecte à l'Université de Kingston,,. Il prend par la suite la décision de changer d'orientation et d'explorer les limites de ce qui était possible avec sa condition ainsi que de s'attaquer à la façon dont les gens perçoivent le handicap:
Le plus grand défi n'était pas ma jambe ou le fait que je ne pouvais pas marcher, mais la perception que la société avait de moi et de ce dont j'étais capable. Il y a quatre ans, on m'a dit que je ne serais jamais un athlète, donc si vous êtes jeune et que vous traversez une période difficile : je comprends, c'était moi aussi. Je vous encourage à rêver grand, à faire en sorte que chaque instant compte, et à ne pas écouter quand ils vous disent de « détendez-vous, jouez la sécurité …

## Carrière
Après avoir été mis au défi par un médecin de trouver un «vrai sport» et pas seulement les courses d'obstacles «spartiates» auxquelles il avait participé, Oliver s'est mis à l'escrime en fauteuil roulant et en cinq mois, il a représenté la Grande-Bretagne. En très peu de temps depuis lors, il a participé à sept Coupes du monde, un championnat d'Europe et a remporté une médaille de bronze à l'épée par équipes aux championnats du monde en Corée en 2019.

### Jeux paralympiques Tokyo 2020
Le médaillé de Rio Piers Gilliver, son compatriote champion du monde Dimitri Coutya et Lam-Watson ont été sélectionnés dans l'équipe d'escrime en fauteuil roulant paralympique pour Tokyo 2020, alors tous trois faisant partie du programme d'escrime en fauteuil de classe mondiale EIS basé au village d'entraînement sportif de l'Université de Bath, où ils sont entraînés par Peter Rome.

## Philanthropie
Lam-Watson est un ardent défenseur de l'inclusion des personnes handicapées, qu'il promeut en utilisant les diverses plateformes de médias sociaux en ligne en créant notamment sa chaîne youtube éponyme.